# Santuario (kommun)
Santuario är en kommun i Colombia.   Den ligger i departementet Risaralda, i den centrala delen av landet, 220 km väster om huvudstaden Bogotá. Antalet invånare är 15 420. Arean är 226 kvadratkilometer.
Terrängen i Santuario är kuperad åt sydost, men åt nordväst är den bergig.